# Centris melampoda
Centris melampoda là một loài Hymenoptera trong họ Apidae. Loài này được Moure mô tả khoa học năm 2003.